# 76 mm артилерийска установка 34-К
76 mm артилерийска установка 34-К е съветска корабна еднооръдейна полубно-щитова зенитна артилерийска установка калибър 76 mm. В качеството на зенитна артилерия за далечен бой се поставя на линейните кораби тип „Севастопол“, лидерите на ескадрени миноносци проект 1, есминците проект 7 и 7-У. Развитие на артилерийската установка 34-К са сдвоените артилерийски установки 39-К и 81-К.

## Проектиране и изпитания
През 1930 г. СССР получава опитниите образци и документацията за производството на 76,2 mm полуавтоматично зенитно оръдие на колесен лафет на фирмата Rheinmetall. Това оръдие, със заводски индекс 3-К, е пуснато в масово производство за Червената армия.
През септември 1932 г., Техническото управление на ВМС дава задание за проектирането на 76 mm зенитна корабна установка на базата на оръдието 3-К. Завод „Болшевик“ проектира и произвежда платформата, на която е наложена въртящата се част на 3-К. Тази установка е изпробвана на Научноизследователския артилерийския полигон, а след това, през март 1934 г., на есминеца „Незаможник“. Корабните изпитания преминават неуспешно, тъй като вертикалното насочване при люлеене се оказва невъзможно. През 1934 г. към проектирането на 76 mm корабна установка на основата на 3-К, с индекса 34-К, пристъпва Завод № 8 „М. И. Калинин“. Работи се над два варианта на оръдието, които се различават по конструкция и вътрешното устройство на ствола. Ствол вариант № 1 се състои от свободна тръба, кожух и казенник, а ствол вариант № 2 – от лайнер, кожух и казенник. На въоръжение е приет втория вариант с име „76,2 mm корабна артсистема обр. 1935 г.“.
От началото на 1936 г. заводът „Калинин“ изготвя опитен образец на установката 34-К, който през 5 – 25 март 1936 г. преминава полигонни изпитания. От 28 май до 29 юни 1936 г. са проведени корабните изпитания на установката 34-К на ескадрения миноносец „Шаумян“ и на канонерската лодка „Красная Абхазия“.

## Производство
Масовото производство на АУ 34-к е в завод № 8 от 1936 до 1941 г. включително. На 1 януари 1941 г. във ВМФ има 222 установки 34-К. През 1-вото полугодие на 1941 г. са произведени 62 установки, а вече във второто полугодие – една. През 1942 г. вместо 34-К в производство влиза 85 mm артиллерийска установка 90-К.

## Конструкция на установката
Стволът на артилерийската установка 34-К се състои от тръба моноблок, лайнер и навинтов казенник. Затворът е вертикален клиновиден с полуавтоматика инерционен тип. Компенсаторът на отката е хидравличен, а накатникът – хидропневматичен. Подаването на боеприпасите и досилката им са ръчни. Електродвигатели в установката и автоматичен програматор на взривателите (АУТ) не са налични. Боекомплектът включва в себе си дистанционни гранати, зенитни гранати и осколочно-фугасни боеприпаси. 76-мм установки 34-К и 85-мм 90-К, създадени от поставянето на 85-мм ствол на зенитното оръдие 52-К върху 34-К, имат по 2 прицела МО.
На абсолютното болшинство кораби, където е поставяна тази установка, тя се използва на самоуправление – т.е. с насочване по собствените ѝ прицели. Изключение е линейният кораб „Парижска комуна“, отчасти лидерите на есминци проект 1 и 4 есминеца от проекта 7-У, които имат системи за управление на артилерийския зенитен огън (СУАЗО). Установката с два прицела МО е за двама наводчика – по хоризонтала и по вертикала. Тези прицели имат кратно увеличение от 3,66 до 11 пъти и могат да се използват и за определяне на типа и даже модела на целта за определяне на поправките за скорост на целта по известната за целта при стрелба без СУАЗО.
| Характеристики на 76,2/55 унитарни изстрели | Характеристики на 76,2/55 унитарни изстрели | Характеристики на 76,2/55 унитарни изстрели | Характеристики на 76,2/55 унитарни изстрели |
| Име на снаряда                              | Дистанционна граната                        | Зенитна граната                             | Осколочно-фугасен                           |
| ------------------------------------------- | ------------------------------------------- | ------------------------------------------- | ------------------------------------------- |
| Фугасност, kg/%                             | 0,182/2,76                                  | 0,458/6,9                                   | 0,483/6,95                                  |
| Тегло на снаряда, kg                        | 6,61                                        | 6,61                                        | 6,95                                        |
| Тегло на патрона, kg                        | 11,5                                        | 11,5                                        | 11,84                                       |
| Име на заряда                               | Боен                                        | Боен                                        | Боен                                        |
| Тегло на заряда, kg                         | 1,82                                        | 1,82                                        | 1,82                                        |
| Начална скорост на снаряда, m/s             | 813                                         | 813                                         | 801                                         |
| Най-голяма досегаемост на снаряда, m/кб     | 8500/46,5                                   | 8500/46,5                                   | 14632/80                                    |

## Употреба
Макар формално във ВМФ на СССР да няма универсални оръдия на въоръжение, в качеството на такива са използвани формално зенитните установки – 76-мм 34-К, които са поставяни и като установки на главния калибър за стрелба и по надводни и по брегови цели на много стражеви кораби (СКР), тралчици (ТЧ), канонерски лодки (КЛ), на 20 от големите ловци тип „Артилерист“ (проекта 122), влизащи в строй преди края на войната, и други, основно мобилизирани съдове, които са доста повече (само около 30 СКР и 16 ТЧ тип РТ в Северния флот и други), отколкото линкори, крайцери, есминци и даже тралчици и стражеви кораби специална постройка, и които основно изнасят тежестта на войната в моретата, реките и езерата. Например в Ладожката флотилия, изпълняваща изключително важната задача по осигуряването и снабдяването на обсадения Ленинград, от големите кораби към есента на 1941 г. има 3 преоборудвани КЛ от шест с 34-К и три с Б-34 като главен калибър и 2 СКР спецпостройка.
Неслучайно в някои източници тези установки се наричат само универсални.
От бойните кораби основен клас спец. постройка с тези универсални установки са въоръжени само примерно 45: 3 линкора със 76-милиметровите 34-К и тяхното развитие 39-К и 81-К като зенитни оръдия; 1 крайцер от Черноморския флот, 7 лидера; 34 есминеца. Бойните кораби спец. постройка използват 76-мм оръдия основно като зенитни.

Най-общо казано от произведените преди и през годините на Втората световна война около 306 76-мм установки (76-мм 34-К и техните варианти 39-К и 81-К), само около 102 (82 76-мм 34-К на есминци и лидери, 20 34-К и тяхната модификация 81-К на линкори и крайцери, – 33%, са поставени по кораби от основните класове, останалите 204 – 66%, са поставяни на неголеми кораби, основно от мобилизираните, като оръдия на главния калибър.
Автоматизирани СУАЗО за тези установки имат само малко от корабите от основните класове (1 линкор, няколко лидера проект 1, 4 есминеца 7У и 2 монитора от типа „Хасан“, които влизат в строй преди края на войната), останалите имат ръчната СУАЗО тип Хейслер, където поправките се изчисляват по таблици и данните към оръдията се предават по телефон, както е на дооборудваните цивилни съдове. 76-мм 34-К и 85-мм 90-К имат 2 прицела МО, които са ефективни и при стрелбата по въздушни, и по надводни, и по брегови цели.